# Gaillac
Gaillac é uma comuna francesa na região administrativa da Occitânia, no departamento de Tarn. Estende-se por uma área de 50.93 km², e possui 15.345 habitantes, segundo o censo de 2018, com uma densidade de 300 hab/km².